# أبو سهل الخجندي
أبو سهل الخجندي كان وزيرًا فارسيًا للسلطان الغزنوي إبراهيم الغزنوي. قبل أن يصبح وزيرًا، خدم أبو سهل في ديوان الدولة الغزنوية، ثم خلف أبا بكر بن أبي صالح وزيرًا لإبراهيم في عام 1059. لكن أبا سهل سقط بعد ذلك في العار، وسُجن وأُعميَت عيناه.